# Julius Klimek
Julius Klimek (8. dubna 1897 Nemile – 8. února 1950 Valašské Meziříčí) byl český a československý římskokatolický kněz, pedagog, politik a člen Československé strany lidové (ČSL), za kterou byl po roce 1945 poslancem Prozatímního a Ústavodárného Národního shromáždění.

## Biografie
Pocházel z početné, nábožensky založené dělnické rodiny. Otec Hynek byl soustružníkem a regionálním politickým katolickým aktivistou v Nemili. Julius Klimek vystudoval zábřežské gymnázium a již tehdy začal na výzvu Leoše Janáčka sbírat severomoravské lidové písně, na počátku 1. světové války absolvoval bohoslovecká studia v Olomouci. Na kněze byl vysvěcen roku 1919. Působil jako kaplan ve Fryštátě a do roku 1934 jako učitel náboženství na učitelském ústavu a gymnáziu ve Valašském Meziříčí. Pak nastoupil coby učitel náboženství na českojazyčnou školu Školského spolku Komenský ve Vídni.
V letech 1945-1946 byl poslancem Prozatímního Národního shromáždění za lidovce. Po parlamentních volbách v roce 1946 se stal poslancem Ústavodárného Národního shromáždění. V parlamentu zasedal až do parlamentních voleb roku 1948.
Jeho bratrem byl generální tajemník lidové strany v letech 1945-1948 a poslanec československého parlamentu Adolf Klimek.